# Повалення Меншикова
Повалення Меншикова (Палацовий переворот 1727 року) — другий палацовий переворот в історії Російської імперії, в результаті якого впливовий тимчасовий правитель і найближчий сподвижник Петра I Олександр Данилович Меншиков був позбавлений всіх посад і засланий в Березове.

## Запанування Петра II
6 травня 1727 року на російський престол вступив малолітній імператор Петро II. Меншиков спочатку правління Петра зберігав свій вплив у житті держави й користувався прихильністю молодого представника династії Романових. За заповітом Катерини I, онук Петра I Петро Олексійович в 11-річному віці ставав російським імператором, але при цьому, відповідно до вимог заповіту, йому необхідно було одружитися з дочкою Меншикова Марією Меншиковою. Групу впливових дворян, що сприяла зведенню Катерини І на престол 1725 року, налякало, що Меншиков мав намір поріднитися з царською сім'єю. Один із тих, хто чинив опір сходженню Меншикова, був його давній соратник Петро Толстой, який очолював слідство у справі царевича Олексія. Також щиру стурбованість прагненнями Меншикова висловив генерал-поліцмейстер Санкт-Петербурга Антон Девієр та обер-прокурор російського сенату Григорій Кушнір-Писарєв. Так чи інакше, Меншиков, сам досвідчений інтриган, передчував, що змова проти нього вже почали організовуватися, тому він віддав своєчасний наказ про арешт невеликої групи, у тому числі і Петра Толстого, який був допитаний і ув'язнений. Катерина І за кілька годин до смерті 6 травня 1727 року піддалася на вмовляння Меншикова і з останніх сил підписала указ про заслання звинувачених у змові царедворців до Сибіру.

## Ізоляція імператора
Регентом при малолітньому імператорі була призначена Верховна таємна рада, тому Меншиков не мав жодної офіційної посади, яка підкріплювала б його права на управління державою, проте спочатку, відразу ж після царювання Петра ІІ Меншикову належала фактично необмежена влада при вирішенні низки питань. Олександр Меншиков отримав серйозний вплив над особистістю юного імператора і невдовзі перевіз його в особистий палац на Василівському острові, де він міг вдаватися до веселощів і розваг. Приводом настільки швидкого переселення послужило те, що, як відгукувався сам Меншиков, імператору було неприємно перебувати у тому палаці, де ще недавно померла імператриця Катерина. Відомо, що Меншиков одразу привернув до себе імператора-дитину, передавши в його розпорядження половину його просторих покоїв і надавши в його відання маленький садовий будиночок. 4 червня 1727 року Меншиков заручив Петра II зі своєю дочкою Марією, що викликало незгоду окремих царедворців, проте мало хто насмілювався висловити свій протест. На церемонії заручення був також присутній перший наречений Марії, представник роду Сапіг, який публічно надавав пошани Меншикову та імператору. Тоді Марія отримала титул високості та грошове утримання розміром 34 000 рублів на рік.
Часто імператор, який був під дуже щільною опікою Меншикова, у відсутності права бачитися чи спілкуватися з певними людьми і навіть найчастіше не міг самостійно пересуватися без дозволу Меншикова. У вихователі Петру спершу відібрано педагогів Маврінв і Зейкінв, але невдовзі Меншиков дав їм відставку і передавав процес виховання Петра Другого Остерману; згодом це рішення стало для нього фатальним.
12 травня 1727 року Петро ІІ дарував Меншикову чин генералісімуса, що образило зятя Петра герцога Гольштейн-Готторпського, який сам довгий час вимагав отримання на цей чин патента.

## Послаблення впливу Меншикова на імператора
Через якийсь час вплив Меншикова на юного Петра почав слабшати. Багато в чому це було пов'язано з тим, що з монастиря було повернуто бабусю Петра II Євдокію Лопухіну, першу дружину Петра I, яка, пам'ятаючи, як за допомогою Меншикова вона була пострижена в черниці, почала налаштовувати свого онука проти тимчасового правителя. Все частіше Голіцини і Довгорукі мали можливість зустрічатися з Петром і налаштовувати його проти Меншикова, але тимчасовий правитель все ж таки намагався захистити імператора від своїх противників. Однак у червні 1727 року Меншиков захворів і за станом здоров'я змушений був тимчасово перестати брати активну участь у справах державного управління. У той час, коли Меншиков погано почував себе і не мав фізичної можливості перешкодити втіленню змови в життя, між собою об'єдналися Андрій Остерман, цесарівна Єлизавета Петрівна і всі князі Долгорукі, які перебували в принциповій опозиції до Меншикова та його починань. Остерман знав, що юний імператор виявляє невдоволення Меншиковим через те, що він не дає йому багато часу для розваг, змушує вчитися і тримає його під контролем, обмежуючи його права самодержця. Саме Остерман, колишній близький сподвижник Меншикова, перший почав готувати ґрунт для перевороту проти нього.
Сам Петро під час лихоманки Меншикова, коли тимчасовий правитель перебував буквально на межі життя і смерті, більше часу став проводити в компанії своєї сестри Наталії, а також прив'язався до своєї тітки Єлизавети, доньки Петра I, яка була близькою подругою Наталії і у свої 17 років вирізнялася жвавим і палким характером. Імператор став часто їздити з Єлизаветою на полювання і на прогулянки верхи, зовсім закинувши навчання і здружившись з князем Іваном Долгоруковим, який залучав Петра ІІ до веселощів і розваг, фактично займаючись його моральним спокушанням. У таких умовах Петро II починав відчувати стійкішу неприязнь до Меншикова, відчувши відсутність контролю з його боку.

## Чутки. Процес повалення
Змовники (насамперед Долгорукові і Остерман, що примикав до них) планували скористатися особистим невдоволенням Петра Меншиковим. Вони надавали на Петра ІІ психоемоційний вплив, поступово налаштовуючи його проти тимчасового правителя. Водночас ще раніше недругами Меншикова було розпочато кампанію з дискредитації тимчасового правителя. Отже, змовники не лише налаштовували імператора проти Меншикова, а й формували громадську думку, готуючи його до повалення регента. Зокрема, серед дворян і гвардійців активно циркулювали інспіровані кимось чутки про всілякі зловживання Меншикова, а особливо кимось була пущена плітка про нібито існував листа Меншикова до прусського короля Фрідріха Вільгельма I, в якому він просив дати йому в борг 10 мільйонів рублів з пропозицією повернути потім удвічі більшу суму за умови, що Меншиков оволодіє контролем над російським престолом. Також з'явилися незрозумілі чутки про те, що Меншиков та герцог Карл Фрідріх Гольштейн-Готторпський змусили цесарівну Єлизавету підписати заповіт замість матері. Ці чутки поширювалися в колах столичної знаті, проте, швидше за все, не мали об'єктивних підстав.

## Сварки між Меншиковим та Петром II
Після того, як Меншиков одужав, він виявив, що остаточно втратив вплив на молодого Петра II. Меншиков з'ясував, що характер імператора змінився в гірший бік і що Петро ІІ, який повністю закинув навчання, вдається надмірностям і лінощам. Він спробував виправити справу суворістю, але цим ще сильніше налаштував проти себе імператора. Перша сварка була пов'язана з тим, що цех мулярів Санкт-Петербурга підніс самодержцю в дар 9000 червонців, а Петро відіслав їх Наталії (за іншою версією, передарував Єлизаветі Петрівні). Меншиков, невдоволений надто безтурботним ставленням юного імператора до великих грошових сум, вирішив утримати ці кошти, оскільки припускав, що Єлизавета, відома своєю марнотратством, зможе швидко промотати ці гроші. Імператор, дізнавшись про вчинок Меншикова, прийшов у гнів і викликав до себе тимчасового правителя, у грубій формі відчитавши його за «самовправність». За спогадами очевидців, роздратований Петро вигукнув: «Як ви сміли, князю, не допустити мого придворного виконати мій наказ?». Меншиков, який не очікував такої гнівної реакції, намагався виправдатися, але Петро тупнув ногою і заявив на підвищених тонах: «Я вам покажу, хто з нас двох імператор», після чого хотів покинути приміщення, але Меншиков утримав його і вмовив змінити гнів на милість.
Незабаром після першого сварки пішла друга, в основі якої також лежало невирішене фінансове питання. Петро II зажадав у Меншикова (який відповідав за розподіл коштів, інакше кажучи, курирував складання державного бюджету) видати йому 500 червонців, щоб віддати сестрі Наталії (чи, мабуть, обдарувати ними свою улюбленицю Єлизавету Петрівну). Меншиков, який швидко здогадався, що гроші призначаються Єлизаветі, вирішив забрати назад вже видану суму, чим спровокував новий спалах гніву імператора, але Петро таки зумів стримати себе на людях. Через деякий час завершилося зведення каплиці в маєтку Меншикова в Оранієнбаумі, і тимчасовий правитель мав намір влаштувати пишну урочистість з нагоди закінчення будівництва. Імператору першому було надіслано запрошення, і той його прийняв, проте дізнавшись про те, що Меншиков не захотів бачити Єлизавету на святковій церемонії, також повідомив регента, що не приїде. Наступного дня недоброзичливці Меншикова донесли Петру, що тимчасовий правитель посів імператорське місце під час проведення святкового богослужіння з нагоди відкриття каплиці. Ще через день Меншиков сам поїхав до Петербурга, сподіваючись остаточно помиритися з імператором, вважаючи, що той упирається через юного віку і що на нього буде неважко вплинути, але недооцінив силу своїх політичних суперників. Петро II у цей день вирушає на полювання та відмовляється приймати свого опікуна. Після повернення з полювання Петро послав вірного йому майора гвардії забрати всі особисті речі з дому Меншикова і перевезти в Літній палац.

## Переворот. Заслання сім'ї Меншикова до Березова
За однією з версій, незадовго до остаточної опали Меншиков вирішується на хитрий крок і подає Петру прохання про відставку, щиро вважаючи, що імператор проситиме його залишитися, проте цього не сталося. Навпаки, під впливом Долгоруких, які заволоділи особистістю Петра, було ініційовано особливу комісію з розслідування фінансів Меншикова, яка виявила низку серйозних порушень. У результаті Меншиков був усунений від влади безкровним шляхом. Фактичним днем палацового перевороту можна вважати 7 вересня 1727 року, коли Петро Другий офіційно повідомив Верховну раду і гвардію, що тільки він тепер надсилатиме їм вказівки та приписи. 9 вересня Петро, який перебував у психологічній залежності від партії противників Меншикова, підписує указ про його заслання до Березова. Все майно тимчасового правителя, включаючи 100 000 душ кріпаків, було конфісковано. Він був позбавлений всіх чинів та повноважень та відправлений до Березова із сім'єю. Незабаром більшість у Верховній таємній раді придбали князівські роди Голіциних і Долгорукових, які негативно ставилися до Меншикова як вихідця з неаристократичних кіл. У результаті регентські повноваження Верховної таємної ради було ліквідовано, а імператор Петро II 19 вересня проголосив себе імператором з необмеженими повноваженнями і цього ж дня публічно розірвав свої заручини з дочкою Меншикова — Марією.